# Honest Men

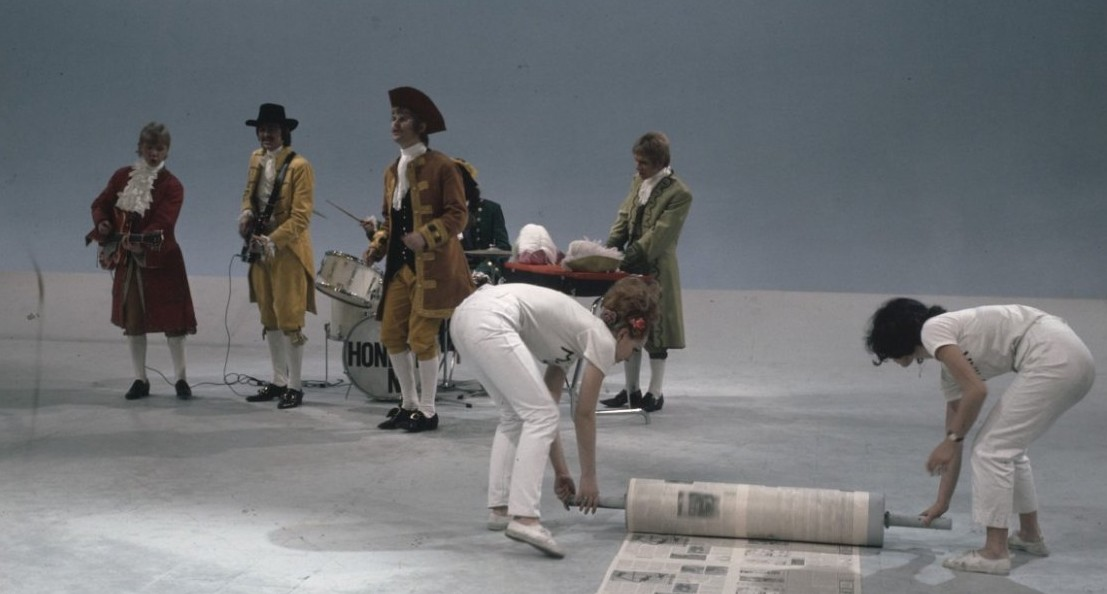
Honest Men in 1968 in het programma Moef Ga Ga, met op de voorgrond The Beat Girls

De Honest Men was een closeharmonygroep uit Enschede met leadzanger Henk Bruinewoud (later naar Connection, Wheels en The Buffoons), gitaristen Aloys van der Zwaan en Simon Duivelaar, bassist Johan Aldenkamp, drummer Henny Lubben en Martin Hofman. De groep bestond tussen 1965 en 1971. Manager was destijds Will Luikinga.
Enige bekendheid verkregen zij toen in april 1969 de single Cherie uitgebracht werd op het Amerikaanse label Motown.